# معاون دادستان کل ایالات متحده آمریکا
معاون دادستان کل ایالات متحده آمریکا (انگلیسی: United States Associate Attorney General) سومین مقام عالی رتبه در وزارت دادگستری ایالات متحده آمریکا است. معاون دادستان کل به مشاوره و دستیاری دادستان کل ایالات متحده آمریکا و قائم مقام دادستان کل در سیاست‌های راجع به دادرسی مدنی، اجرای قانون فدرال و محلی و مسایل امنیت عمومی می‌پردازد. معاون دادستان کل از سوی رئیس‌جمهور ایالات متحده آمریکا منصوب و از سوی مجلس سنای ایالات متحده آمریکا تأیید می‌شود.